# چوبینه (صحنه)
چوبینه (صحنه)، روستایی از توابع بخش دینور شهرستان صحنه در استان کرمانشاه ایران است.این روستا متاسفانه با کمبود آب مواجه است.و روستاییان برای تهیه آب از چاه های حفر شده استفاده میکنند.این روستا مکان های زیبایی از جمله رود چوبینه را دارا میباشد.

## جمعیت
این روستا در دهستان حر قرار دارد و براساس سرشماری مرکز آمار ایران در سال ۱۳۸۵، جمعیت آن ۳۰۴ نفر (۷۷خانوار) بوده‌است.